# Tipula (Arctotipula) denali
Tipula (Arctotipula) denali is een tweevleugelige uit de familie langpootmuggen (Tipulidae). De soort komt voor in het Nearctisch gebied.